# Sogndalsfjorden
Sogndalssfjorden  er den centrale del af fjordarm på nordsiden af Sognefjorden. Den ligger i Sogndal kommune i Vestland fylke i Norge. Ud mod Sognefjorden ligger Norafjorden; Inderst deles Sogndalsfjorden op i de mindre fjordarme Eidsfjorden og Barsnesfjorden; Samlet er fjorden 21 kilometer lang. Elvene  Sogndalselven og  Årøyelven løber ud i fjorden.
Fjorden er op til 200 meter dyb og Sogndalsdalen danner en hængende dal der den munder ud i fjorden ved Sogndalsfjøra/Stedje. Fjorden har et langstrakt dyb på 100-200 meter til tærsklen ved Nornes-Fimreite. Tærsklen når næsten op til overfladen og fjorden er her under 1 km bred. Udenfor Fimreite-Slinde går det i Norafjorden brat ned til omkring 1000 meters dybde i hovedfjorden og Sogndalsfjorden danner en hængende dal i forhold til Sognefjorden.  Inderst ligger Barsnesfjorden adskilt fra  Sogndalsfjorden af et næs på hver side. 
Sogndalsfjorden-Barsnesfjorden danner sammen med Lustrafjorden en halvø med fjeldtoppe på  over 1000 meter og store skogklædte skråninger. Kaupanger ligger på denne halvø.
I 1184 stod  Slaget ved Fimreite yderst i fjorden.
Både Sogndalselven og Årøyelven er lakseførende og laksen som vandrer ind fjorden for at gå op i Årøyelven blev regnet som særlig stor. I Sogndalsfjorden har der været fisket laks med kilenot og kroggarn. Der har også været et godt brislingfiskeri formentlig på grund af den store tilførsel af ferskvand fra elvene inderst i fjorden. I 1800-tallet blev der drevet en del torskefiskeri med garn og der blev taget en god del små sild.
Det smalle punkt ved Nornes er vanskelig at passere med båd i mørket og Fylkesbådene opsatte en fyrlygte. Sognefjorden trafikeres blandt andet af hurtigbåd til Bergen.